# Razvodnik
Razvodnik je vojnički čin u Hrvatskoj vojsci, nadređen je ostalim vojničkim činovima (vojnik, pozornik).  
U američkoj vojsci mu odgovara čin vojnika prve klase, odnosno "Private First Class" sukladan NATO Rank Grade OR-3 standardu, u francuskoj "Premier soldat de première classe". 
Nakon ovog čina dolazi prvi dočasnički čin skupnika (eng. Corporal).

NATO klasifikacija: OR-3
Skračena oznaka: rz

* Vojni i dočasnički činovi u HV:
Vojnici:
vojnik,
pozornik,
razvodnik
Niži dočasnici:
skupnik,
desetnik,
narednik
Viši dočasnici:
nadnarednik,
stožerni narednik,
časnički namjesnik